# Рябошапка Степан Кирилович

Пам'ятник героям перших п'ятирічок, місто Торецьк: бюст Степана Кириловича Рябошапки

Рябоша́пка Степа́н Кири́лович (1886, Новогеоргіївка, Полтавщина — 1942, Самарканд) — український радянський діяч, шахтар, передовик-стаханівець. Забійник шахти імені Дзержинського. Встановив ряд рекордів у вугледобуванні. Депутат Верховної Ради УРСР 1-го скликання (1938–1942). Член ЦК КП(б)У (1938–1942). Делегат XVIII з'їзду ВКП(б) від Сталінської області з вирішальним голосом (1939).

## Біографія
Народився 1886 року, був старшою дитиною в багатодітній родині конюха Кирила Рябошапки. Влітку 1901 року у віці 15-ти років самостійно вирішив залишити родину та самому себе забезпечувати. Впродовж 3-х років працював лампоносом на Центральному руднику Щербинівки (нині шахта імені Дзержинського міста Торецька), пізніше кріпильником. У 18 років став прохідником, а в 20 — вуглерубом, працював  обушком.
Пізнавши важкий шахтарський труд та соціальну несправедливість, доєднався до соціал-демократичного гуртка, очолюваного Петром Мойсеєнком. Брав участь у страйках на Щербинівських рудниках та рудниках Горлівки. 19 жовтня 1905 року шахтарський страйк жорстко приборканий солдатами, 4 страйкарів убиті, 35 поранені.
В період громадянської війни намагався поряд з іншими активістами зберегти Центральний рудник. Газета «Губернська правда» від 20 березня 1920 року писала про значні успіхи шахтарів Степана Рябошапки, Захара Козодоєва, Харитона Бондарева та Семена Єсіна у добуванні вугілля. Скоро Щербинівський рудник офіційно отримав статус «зразкового», про успіхи колективу рудника писала газета «Всесоюзная кочегарка».
Член ВКП(б) з 1929 року.
В 1930-ті роки Степан Рябошапка став послідовником Микити Ізотова, забійника шахти «Кочегарка» в Горлівці, який застосував пневматичний відбійний молоток. Крім того Степан Рябошапка почав навчати молодих шахтарів, і до весни 1932 року усі шахтарі дільниці «Двійник-схід», якою керував Рябошапка, усі шахтарі засвоїли роботу із відбійним молотком. Після цього запропонував дирекції шахти перевести своїх підопічних на інші дільниці, аби і там почали використовувати відбійний молоток та таким чином підтягнути видобуток вугілля.
Вже 1935 року шахта Центральна вийшла на обсяг видобутку, запланований на 1945 рік, щодобово гірняки добували 3100 коксівного вугілля. 1936 року Степан Кирилович представляв шахту імені Дзержинського на Загальнодонецькому з'їзді послідовників Олексія Стаханова, із яким познайомився особисто та довгі роки товаришував. Водночас шахта Дзержинського та Центральна-Ірміно уклали угоду про змагання, яке тривало до початку німецько-радянської війни. Степан Рябошапка залишився працювати інструктором стахановських методів праці тресту «Дзержинськвугілля».
26 червня 1938 року був обраний депутатом Верховної Ради УРСР 1-го скликання від Дзержинської виборчої округи Сталінської області. Член Мандатної комісії Верховної Ради УРСР.
Із початком війни Степан Рябошапка, перебуваючи на пенсії та незважаючи на немолодий вік, особливо для шахтаря, продовжив працювати в забої. Йому доручили керувати евакуацією шахтарських родин, сам виїхав із міста останнім ешелоном. У середній Азії керував розселенням та працевлаштуванням земляків. Помер 1942 року в Самарканді від гострої серцевої недостатності на 56 році життя.

## Нагороди, пам'ять
- орден Леніна (7.07.1935).
- орден Трудового Червоного Прапора (17.02.1939).
- в місті Торецьку Степану Кириловичу встановлену пам'ятник, його ім'ям названо вулицю міста.